# Chipilo de Francisco Javier Mina
Chipilo de Francisco Javier Mina är en ort i Mexiko.   Den ligger i kommunen San Gregorio Atzompa och delstaten Puebla, i den sydöstra delen av landet, 100 km sydost om huvudstaden Mexico City. Chipilo de Francisco Javier Mina ligger 2 143 meter över havet och antalet invånare är 3 493.
Terrängen runt Chipilo de Francisco Javier Mina är platt åt nordost, men åt sydväst är den kuperad. Terrängen runt Chipilo de Francisco Javier Mina sluttar söderut. Runt Chipilo de Francisco Javier Mina är det tätbefolkat, med 683 invånare per kvadratkilometer. Närmaste större samhälle är Puebla de Zaragoza, 13,8 km öster om Chipilo de Francisco Javier Mina. Trakten runt Chipilo de Francisco Javier Mina består till största delen av jordbruksmark.